# Dipartimento di Mamdi
Il dipartimento di Mamdi è un dipartimento del Ciad facente parte della provincia del Lago. Il capoluogo è Bol.

## Comuni
Il dipartimento comprende i seguenti comuni:
- Bol
- Kangalam
- Kinesserom
- Ngarangou